# Payam Feili
Payam Feili (persa: پیام فیلی)  (Kermansah, 1985) és un escriptor i activista iranià.
Va començar a escriure durant els primers anys d'adolescència i va publicar el seu primer llibre, The Sun's Platform, el 2005 amb dinou anys. El llibre va ser censurat pel ministeri de Cultura i Orientació Islàmica. Després d'aquest fet, es va prohibir publicar a l'Iran les obres de Payam Feili. La seva primera novel·la, Tower and Pond, així com una col·lecció d'assajos curts, Crimson Emptiness and Talking Waters, es van publicar amb la plataforma Lulu als Estats Units. L'editorial Gardoon va publicar el seu segon llibre, I Will Grow, I Will Bear Fruit… Figs, a Alemanya. Altres treballs, com la novel·la Son of the Cloudy Years i el recull de poemes Hasanak, també es van publicar fora de l'Iran. L'autor està a la llista negra a l'Iran, no només per les seves obres, sinó també per ser obertament gai. Ha viscut exiliat a Turquia des de juny 2014.
A la fi de 2015, Feili va visitar Israel convidat pel ministeri de Cultura. La visita va ser organitzada amb la col·laboració de la ministra de Cultura Miri Regev i el ministre de l'Interior, Silvan Shalom, que va emetre un permís especial, a causa de les restriccions per l'entrada dels ciutadans iranians. El 2016, Feili va sol·licitar asil a Israel, que va descriure com un lloc «interessant, bell i sorprenent». El març de 2016, es va ampliar el visat de Feili per permetre que es quedés mentre s'estava processant la sol·licitud d'asil. Tot i això, tres anys després l'administració israeliana encara no havia donat una resposta a la sol·licitud i sense estatut de refugiat, la seva situació es fa cada dia més precària.

## Premis i reconeixements
- Poeta d'un mes. Revista The Missing Slate.[12]